# Lo Zoo di 105 Compilation Vol. 5
Lo Zoo di 105 Compilation Vol. 5 è la quinta compilation dell'omonimo programma radiofonico, pubblicata il 24 maggio 2011. È la prima compilation prodotta dopo il cambiamento di una parte dei componenti del programma.

## Tracce[1]

### CD 1 (mixato da Pippo Palmieri)
Intro: Sigla Zoo by Bloom 06 – Welcome To The Zoo (Spyne & Palmieri rework)
1. Mr. Saxobeat – 4:53 (Alexandra Stan)
2. Deep In My Soul – 4:31 (DJ Spyne & Pippo Palmieri)
3. Que Pasa (DJs From Mars Radio Edit) – 4:09 (Gabry Ponte + DJs From Mars + Bellani & Spada)
4. Timebomb – 4:17 (Laidback Luke feat. Jonathan Mendelsohn)
5. 45 (Olav Basoski Remix) – 3:59 (Stars On 45)
6. Opera – 3:25 (Mat's Mattara feat. Rockman)
7. Blow Ya Mind 2011 (Twin Blood Remix) – 3:08 (Lock ‘n’ Load)
8. Ready 2 Go – 3:57 (Martin Solveig)
9. Lonely Heart – 3:54 (Radio Killer)
10. Querela forte – 4:28 (Leone Di Lernia)
11. Stars – 4:18 (Ti.Pi.Cal. feat. Josh)
12. Danza kuduro – 5:25 (Don Omar & Lucenzo)
13. California Girls – 5:16 (DJ Maxwell)
14. Something New – 3:54 (Andra)
15. La tipica ragazza italiana (Da Brozz Remix) – 3:40 (DJ Matrix)

### CD 2 (mixato da DJ Spyne)
Intro: DJ Matrix– Zoo Dipendente (Jingle Mix)
1. What A Feeling – 5:11 (Alex Gaudino feat. Kelly Rowland)
2. 2 Kisses Of You – 5:33 (Spencer & Hill)
3. Ethereal Connection (DJ Spyne remix) – 4:23 (Babylonia)
4. Far l'amore – 4:27 (Bob Sinclar & Raffaella Carrà)
5. Jet Set – 3:16 (Javi Mula feat. Re-Leese)
6. X-Rated – 3:31 (Molella & Supafly Inc.)
7. Back 2 Life – 4:02 (E-Type)
8. Take Me To The Stars (Cristian Marchi & Paolo Sandrini Main Mix) – 5:50 (Nari & Milani and Cristian Marchi feat. Shena)
9. Last Night – 4:28 (Ian Carey feat. Snoop Dogg & Bobby Anthony)
10. Pearls Of Summer – 3:58 (Bentu De Soli)
11. New Day – 5:07 (Olav Basoski)
12. Take Into Your Soul (DJ Maxwell Version) – 3:24 (Spyne & Palmieri vs. Paps'n'Skar)
13. Supereroi – 4:18 (Sopreman)
14. Rasputin (Wender Extended Mix) – 5:36 (2FM)
15. The Time (Dirty Bit) – 4:17 (The Black Eyed Peas)